# Fading Lights
"Fading Lights" (en español: "Luces Desvanecientes") es la duodécima y última canción del álbum We Can't Dance de Genesis. La canción fue escrita por Tony Banks, Phil Collins, y Mike Rutherford, con letra de Tony Banks. Es la canción más larga del álbum. 
Según Tony Banks, "Mi letra favorita de We Can't Dance es... "Fading Lights", que escribí bastante rápido, de hecho. Nick la llama una de mis "canciones terminales". Es una especie de... quizás a medida que te haces mayor, te encuentras a veces mirando hacia atrás y pensando en cosas que ya no pueden ser. Y no sabes muy bien qué va a pasar en el futuro, así que no sabes muy bien qué es lo último. Cuando estás experimentando la última vez que haces algo, no sabes que es la última vez que lo harás. Lo cual es un pensamiento interesante, pensé. Así que escribí una canción sobre eso. Una especie de mirada al pasado. Es una canción nostálgica. Quiero decir, ya sabes, podría ser cursi, pero creo que estaba bastante satisfecho con algunas de las líneas. Había pensado que We Can't Dance bien podría ser el último álbum que hiciéramos con Phil, así que cuando escribí la letra, tuve la idea de terminar la canción con la palabra "remember". Y es muy conmovedor en ese contexto, porque marcó el final de gran parte de nuestra carrera. Pusimos ["Fading Lights"] justo al final del álbum para que si [la gente] no quiere escucharla no tenga que hacerlo - bueno, esa es un poco mi actitud... La letra es muy reflexiva; mira al pasado. No es necesariamente aplicable al grupo, aunque obviamente puede serlo, pero creo que cuando llegas a cierta edad en la vida te encuentras mirando mucho hacia atrás y esta canción es muy reflexiva. Además, pensé que sería una última palabra muy bonita para un álbum también: "recordar" (...remember...)."
La canción abre con un caja de ritmos, posiblemente haciendo tributo al Genesis de los 80s, en donde entra el teclado de Tony, que va in crescendo hasta llegar a una melodía, de manera conmovedora, como si nos introdujera a un momento de memoria y nostalgia. Entra la voz de Phil cantando la primera estrofa, mirando hacia atrás en su vida, piensa en los diferentes caminos que podría haber tomado, preguntándose qué cambiaría si pudiera volver a empezar su vida, pero ahora su memoria se desvanece y tiene que centrarse en su vida actual. El estribillo es la que casi da título a la canción (ya que se incluye el adjetivo "distante"), en donde compara los recuerdos que se van con luces que se desvanecen, diciendo que estos son los días de nuestras vidas (que recuerda al penúltimo sencillo de Queen lanzado con Freddie Mercury en vida, These Are The Days Of Our Lives) y pide que recordemos. La melodía de la primera línea del coro recuerda a la de su anterior canción Ripples de A Trick of the Tail. La segunda estrofa es sobre el deseo de vivir por mucho tiempo (mismo tema que el de la canción "Living Forever"), pero que debemos llegar al final, a dejar este mundo, pero aún pretendemos de que va a haber otro día más para vivir. Se repite el estribillo y es en donde entra el lado progresivo de Genesis, con un instrumental mayormente dominado por los teclados y la batería. La canción se vuelve épica con esta mitad instrumental, homenajeando su etapa progresiva con Gabriel y Collins (los dos primeros álbumes bajo el liderazgo de este último). Como Duke's Travels, en esta sección raya en lo retrospectivo y nostálgico. El solo de teclado es extenso y está acompañado por la batería hasta que llega la conclusión del momento instrumental con un riff de guitarra. Vuelve Phil cantando sobre aprovechar oportunidades y vivir cada día en nuestras vidas, ya que son importantes. Se repite el estribillo y lo último que escuchamos cantar a él con la banda es "Recuerden", con el teclado otra vez in crescendo hasta llegar un Si Bemol, luego una pequeña melodía que se desvanece, dando por terminado el álbum y la era de Genesis con Phil Collins al mando. Si se lo interpreta como la vida de la banda, es sobre los momentos que los entonces tres vivieron en esos 24 años de la banda. En caso de interpretarlo que es sobre la vida misma, la canción sería sobre un adulto mayor que se le van los recuerdos, recordándolos por una última vez.
El bucle de la caja de ritmos al principio de la canción fue sampleado y utilizado en la canción "I Love You...I'll Kill You" del proyecto musical Enigma en su segundo álbum, The Cross of Changes (ya que también samplearon la caja de ritmos del mismo álbum de Genesis la canción Dreaming While You Sleep para otra canción del mismo álbum, "The Eyes of Truth").
La canción fue tocada en vivo durante la gira de la banda en 1992 We Can't Dance Tour, en donde el trío, sin Daryl Stuermer y Chester Thompson, interpretan la canción, con Phil que no está cantando tanto al público sino que parece estar de cara a Mike y Tony durante la mayor parte de la letra, como si se estuviera despidiendo. No dejaría la banda hasta 1996, cuando el grupo se reunió en la cocina del gerente Tony Smith en 1996 y Phil les dijo que quería irse. Tony Banks respondió con una verdadera subestimación británica: "Es un día triste, un día muy triste". Y Mike Rutherford estaba realmente sorprendido de que Phil permaneciera tanto tiempo en Genesis, después de haber disfrutado de una exitosa carrera en solitario durante 15 años. 

## Versiones
Durante la gira de reunión de la banda en 2007, la canción fue tocada cuando dejaron el escenario al final de su actuación. Esto puede verse en el DVD del concierto When In Rome.
Una versión remezclada de la canción fue lanzada en el álbum We Can't Dance que apareció en la caja Genesis 1983-1998.

## Créditos
- Phil Collins: Batería, percusión, voz
- Tony Banks: Teclados
- Mike Rutherford: Guitarras, bajo

- Datos: Q1277584